# Leon z Bajonny
Leon z Bajonny (ur. ?, zm. 890) – święty katolicki, francuski biskup, męczennik.
Pochodzący z Normandii duchowny na dworze Ludwika II. Święcenia kapłańskie otrzymał po powrocie do Francji. Od 887 roku wyświęcony w Rzymie przez papieża Stefana VI na biskupa Bajonny. Prowadził działalność ewangelizacyjną wśród Basków. Zginął z rąk piratów.
Jest patronem Bajonny.
Jego wspomnienie w Kościele katolickim obchodzone jest 1 marca.